# وسيم أبو ديب
وسيم أيمن جمعة أبو ديب (2000 - 10 يوليو 2024)، عداء فلسطيني وأحد لاعبي المنتخب الفلسطيني لألعاب القوى. مثّل أبو ديب رياضة ألعاب القوى الفلسطينية لسنوات عديدة منذ عام 2018، حيث شارك في البطولة العربية تحت 20 عاماً في الأردن 2018، وبطولة غرب آسيا للرجال والسيدات في الأردن 2018، ودورة الألعاب الآسيوية في جاكرتا 2018، والبطولة العربية للرجال والسيدات في تونس 2021.

## وفاته
استشهد وسيم أبو ديب يوم 10 يوليو 2024 جراء ضربة جوية إسرائيلية على منزل في بلدة بني سهيلا شرق مدينة خان يونس خلال الحرب الإسرائيلية على قطاع غزة 2023–2024.
أعلنت اللجنة الأولمبية الفلسطينية وفاته في بيان رسمي حيث قالت: بأن أبو ديب لاعب منتخبها الوطني لألعاب القوى، وقد استشهد جرّاء قصف الاحتلال الإسرائيلي على منزل عائلته في قطاع غزة.